# Vancouveria planipetala
Vancouveria planipetala är en berberisväxtart som beskrevs av Calloni. Vancouveria planipetala ingår i släktet Vancouveria och familjen berberisväxter. Inga underarter finns listade i Catalogue of Life.